# Dänische Badmintonmeisterschaft 1989
Die Dänische Badmintonmeisterschaft 1989 fand in Nykøbing Falster statt. Es war die 59. Austragung der nationalen Titelkämpfe im Badminton in Dänemark.

## Titelträger
| Disziplin    | Sieger                                                            |
| ------------ | ----------------------------------------------------------------- |
| Herreneinzel | Poul-Erik Høyer Larsen, Gentofte BK                               |
| Dameneinzel  | Kirsten Larsen, Køge BK                                           |
| Herrendoppel | Michael Kjeldsen, Skovshoved IF Mark Christiansen, Triton Aalborg |
| Damendoppel  | Anne Mette Bille, Skovshoved IF Lotte Olsen, Kastrup-Magleby BK   |
| Mixed        | Henrik Svarrer, Hvidovre BC Dorte Kjær, Greve Strands BK          |